# Österreichische Notariats-Zeitung
Die Österreichische Notariats-Zeitung ist die Monatsschrift für Notariat und freiwillige Gerichtsbarkeit. Sie ist die Zeitschrift der Notariatskammer (Notarkammer). Fachzeitschrift für das gesamte Notariatswesen mit Schwerpunkt auf den Gebieten: Erbrecht, Sachenrecht, Gesellschaftsrecht, Grundbuchsrecht, Steuerrecht, Verfahren außer Streitsachen, Gebühren.
Es gibt Printexemplare (12 Hefte jährlich in monatlichen Abständen).

## Geschichte
Die Österreichische Notariatszeitung wurde 1858/1859 gegründet und bestand vorerst bis zum Jahr 1938. Als nach dem Zweiten Weltkrieg das österreichische Notariat wiederhergestellt war und die dringendsten damit verbundenen Herausforderungen bewältigt waren, wurde schließlich 1949 die Notariatszeitung wiederbelebt und erschien in diesem Jahr ihr 81. Jahrgang. Die Österreichische Notariatszeitung ist damit eine der ältesten österreichischen Rechtszeitschriften überhaupt. Ab 1949 wird sie vom Delegiertentag der österreichischen Notariatskammern über die Manz’sche Verlags- und Universitätsbuchhandlung in Wien herausgegeben.

## Redaktion
- Redaktionsleitung: Christian Rabl, Alexander Schopper, Alexander Winkler
- Redaktionsbeirat: Irene Faber, Christoph Grabenwarter, Andreas Kletečka, Helmut Ofner, Manfred Umlauft, Wolfgang Zankl
- Redaktionsteam: Ludwig Bittner, Christian Koller, Elisabeth Lovrek, Peter G. Mayr, Gottfried Musger, Karl Stöger, Martin Trenker, Rudolf Welser